# Wehlheiden
Wehlheiden, Kassel-Wehlheiden – okręg administracyjny Kassel, w Niemczech, w kraju związkowym Hesja. W grudniu 2015 roku okręg zamieszkiwało 13 994 mieszkańców.